# Gymnastik vid olympiska sommarspelen 1896
Vid olympiska sommarspelen 1896 i Aten avgjordes åtta grenar i gymnastik. Tävlingarna hölls mellan den 9 och 11 april 1896 på Panathinaikostadion. Antalet deltagare var 71 stycken från 9 länder.

## Medaljfördelning
| Medaljfördelning |          |      |        |       |        |
| Placering        | Nation   | Guld | Silver | Brons | Totalt |
| 1                | Tyskland | 5    | 3      | 2     | 10     |
| 2                | Grekland | 2    | 2      | 2     | 6      |
| 3                | Schweiz  | 1    | 2      | 0     | 3      |

## Medaljörer

### Herrar
| Gren                     | Guld | Silver                                                                                        | Brons                                                                                       |
| Räck Detaljer...         | Hermann Weingärtner · Tyskland | Alfred Flatow · Tyskland                                                                      | Ingen                                                                                       |
| Barr Detaljer...         | Alfred Flatow · Tyskland | Louis Zutter · Schweiz                                                                        | Ingen                                                                                       |
| Bygelhäst Detaljer...    | Louis Zutter · Schweiz | Hermann Weingärtner · Tyskland                                                                | Ingen                                                                                       |
| Ringar Detaljer...       | Ioannis Mitropoulos · Grekland | Hermann Weingärtner · Tyskland                                                                | Petros Persakis · Grekland                                                                  |
| Repklättring Detaljer... | Nikolaos Andriakopoulos · Grekland | Thomas Xenakis · Grekland                                                                     | Fritz Hofmann · Tyskland                                                                    |
| Hopp Detaljer...         | Carl Schuhmann · Tyskland | Louis Zutter · Schweiz                                                                        | Hermann Weingärtner · Tyskland                                                              |
| Barr lag Detaljer...     | Tyskland · Konrad Böcker · Alfred Flatow · Gustav Flatow · Georg Hillmar · Fritz Hofmann · Fritz Manteuffel · Karl Neukirch · Richard Röstel · Gustav Schuft · Carl Schuhmann · Hermann Weingärtner | Grekland · Nikolaos Andriakopoulos · Spyros Athanasopoulos · Petros Persakis · Thomas Xenakis | Grekland · Ioannis Chrysafis · Ioannis Mitropoulos · Dimitrios Loundras · Filippos Karvelas |
| Räck lag Detaljer...     | Tyskland · Konrad Böcker · Alfred Flatow · Gustav Flatow · Georg Hillmar · Fritz Hofmann · Fritz Manteuffel · Karl Neukirch · Richard Röstel · Gustav Schuft · Carl Schuhmann · Hermann Weingärtner | Ingen                                                                                         | Ingen                                                                                       |

## Deltagande nationer
Totalt deltog 71 gymnaster från 9 länder vid de olympiska spelen 1896 i Aten.
| - Bulgarien (1) - Danmark (1) - Frankrike (1) - Grekland (52) - Schweiz (1) - Storbritannien (1) - Sverige (1) - Tyskland (11) - Ungern (2) |